# کالفلد
کالفلد (به آلمانی: Kalefeld) یک شهر در آلمان است که در Northeim واقع شده‌است. کالفلد ۷٬۲۰۰ نفر جمعیت دارد.